# Tommaso d'Aquino (filme)
Tomás de Aquino é um filme televisivo de 1975 dirigido por Leandro Castellani.

## Trama
Um grupo de jovens, acompanhados por um guia turístico e um guia dominicano, visitam os locais onde viveu o teólogo Tomás de Aquino, reconstituindo os acontecimentos da sua vida e refletindo sobre as características do seu pensamento.

## Crítica
O Dizionario della TV de Giorgio Carbone e Leo Pasqua comenta: «um Leandro Castellani que não está em boa forma está fazendo a biografia de um personagem bastante difícil para a tela». 

## Elenco
- Paolo Lombardi: Tomás de Aquino

- Stefano Altieri: guia turístico

- Carlo Sabatini: Guilherme de Saint Amour

- Enrico Lazzareschi: João de Amiens

- Renato Montalbano: o Chanceler

- Franco Odoardi: Sigiri de Brabante

- Pietro Biondi: guia dominicano

- Alfeu Galeazzi: Tomás de Lentini

- Tonino Accolla: Aimone, irmão de Tomás

- Elena De Merik: Theodora, mãe de Tomás

- Cinzia Bruno: Marotta, irmã de Tomás

- Schola Cantorum: os goliards

- Sergio Fiorentini: Boaventura de Bagnoregio

- Giovanni Petrucci: estudante árabe

- Nino Fuscagni: Gerardo de Borgo San Donnino

- Gare Vincenzi: Étienne Tempier

- Mário Scaccia: Carlos de Anjou